# Torball
Torball is een teamsport voor blinden en slechtzienden die wereldwijd wordt gespeeld. Het is een snelle en strategische balsport die enige gelijkenis vertoont met goalball (dat met een zwaardere bal gespeeld wordt). De sport kan ook door zienden gespeeld worden, mits zij geblinddoekt zijn.

## Spelregels en opzet
Torball wordt gespeeld door twee teams van elk drie spelers op een rechthoekig speelveld (16x7m). Aan beide zijden van het veld staat een doel (130 cm hoog) dat de volledige breedte van de speelhelft beslaat. De bal, die een gewicht heeft van 500 gram, waarin belletjes zitten zodat spelers hem kunnen horen, wordt onder drie 40 cm hoge gespannen koorden (die ook belletjes hebben) door gerold in een poging het doel van de tegenstander te raken. Spelers verdedigen door zich op de grond te werpen en het schot te blokkeren met hun lichaam.
Het spel vereist tactiek, snelheid en een goed gehoor. Omdat spelers niet kunnen zien, vertrouwen ze volledig op hun gehoor en oriëntatievermogen om de bal te lokaliseren en hun positie op het veld te bepalen.

## Geschiedenis en populariteit
Torball is ontstaan in Europa en wordt veel gespeeld in landen als Duitsland, Zwitserland en Oostenrijk. Het is een populaire sport binnen de paralympische en blindencommunity en wordt vaak gebruikt voor revalidatie en sportieve inclusie.